# Sinularia macrodactyla
Sinularia macrodactyla is een zachte koraalsoort uit de familie Alcyoniidae. De koraalsoort komt uit het geslacht Sinularia. Sinularia macrodactyla werd in 1926 voor het eerst wetenschappelijk beschreven door Kolonko. 